# Xanthorhoe camelias
Xanthorhoe camelias är en fjärilsart som beskrevs av Edward Meyrick 1887. Xanthorhoe camelias ingår i släktet Xanthorhoe och familjen mätare. Inga underarter finns listade i Catalogue of Life.